# 豊橋鉄道モハ300形電車
豊橋鉄道モハ300形電車（とよはしてつどうモハ300かたでんしゃ）は、かつて豊橋鉄道が保有していた路面電車用の電車である。
1951年（昭和26年）に市内線で運転を開始した車両で、元は名古屋市電の木造単車である。老朽化のため1963年（昭和38年）に廃車となった。

## 概要
第5回国民体育大会に備えて、1951年（昭和26年）2月14日付で豊橋交通（のちの豊橋鉄道）が名古屋市交通局から購入した車両である。4両導入され、車両番号は301-304とされた。名古屋市電時代の番号は140-143で、1931年（昭和6年）から翌年にかけて名古屋市電の西町工場で製造された。旧型車の改造であり、SSA形の台車・機器と、骨組の改良を施したLSA形の車体を組み合わせて製作された。
この経緯から、木造車体、ダブルルーフ、ドアのないオープンデッキ構造など、古めかしい形の車両であった。転入時は集電装置としてトロリーポールを1本装備していたが、1954年（昭和29年）の8月から10月にかけてビューゲルに交換された。そのほか、救助網の排障器への交換や、前面左下のテールライトの横に続行灯を取り付けるといった改造が実施されたが、ドアの取り付けは行われなかった。
木造車体の老朽化が進んだため、モハ700形やモハ800形の転入にともなって1963年（昭和38年）8月13日付で廃車となった。301は個人に譲られたが市内の山林に放置されて朽ちていき、2014年頃には台車と骨組以外はほとんど残っていない状態だった。その後台車は群馬県渋川市に引き取られて東武伊香保軌道線デハ27の復元整備に供され、置かれていた場所は整地された。

## 主要諸元
廃車時点の諸元を示す。
- 製造者：名古屋市電気局西町工場
- 定員：42人（座席定員 20人）
- 自重：9.40トン
- 最大寸法
  - 長：8,078mm
  - 幅：2,191mm
  - 高：3,768mm
- 台車：ブリル21E（車輪径 810mm）
- 軸距：2,286mm
- 電動機：MB-35A（35馬力） 2個
- 歯車比：5.06